# Easley Blackwood, Jr.
Easley Blackwood, Jr. (anglès: Easley Blackwood Jr.)  (Indianàpolis, 21 d'abril de 1933 - Chicago, 22 de gener de 2023) va ser un pianista, compositor i pedagog musical estatunidenc.
Easley Blackwood va ser un professor nord-americà de música, un concertista de piano, un compositor de música, alguns amb afinitats inusuals, i autor de llibres sobre teoria musical, incloent-hi la seva investigació sobre les propietats de les afinacions micra tonals i tradicionals..

## Biografia
Blackwood va néixer a Indianapolis, Indiana. Va estudiar piano allà i va estar fent aparicions en solitari als 14 anys amb l'Orquestra Simfònica d'Indianapolis. Després d'estudis en molts llocs (inclosa la Universitat Yale, on va obtenir el seu màster en arts) als Estats Units, va anar a París per estudiar entre 1954 i 1956. Entre els seus professors hi ha Olivier Messiaen, Paul Hindemith i Nadia Boulanger. Durant quaranta anys, del 1958 al 1997, Blackwood va impartir classes a la Chicago Symphony Orchestra, la majoria de vegades amb el títol de professor. Després va esdevenir professor emèrit de la Universitat.
Les composicions inicials de Blackwood no eren especialment poc convencionals encara que en elles emprava poli ritme i amplis contorns melòdics. Aquesta música antiga de Blackwood s'ha caracteritzat per tenir un estil àton però formalment conservador. El 1980/81, Blackwood va canviar força bruscament a un nou estil, llançant "Twelve Microtonal Etudes for Electronic Music Media". Per a aquestes peces, va utilitzar la micra tonalitat per crear escales musicals d'igualtat inusuals. Blackwood va explorar tots els temperaments iguals del 13 al 24, inclosos el 15-ET i el 19-ET. Encara que Blackwood va gravar la majoria d'aquestes peces amb un sintetitzador, la seva Suite in 15-Note Equal Tuning, Op. 33 es va interpretar en directe amb una guitarra especialment construïda. El seu estil compositiu es va moure cap a una tonalitat de finals del segle XIX; s'ha comparat la seva sintaxi harmònica amb Verdi, Ravel i Franck.
Com a intèrpret de piano, Blackwood va interpretar diverses composicions i va promoure la música de Charles Ives, Pierre Boulez i la Segona Escola Vienesa. A més de les seves actuacions de piano solista, Blackwood va ser pianista del grup de cambra Chicago Pro Musica, format principalment per membres de l'Chicago Symphony Orchestra.
Blackwood és conegut pel seu llibre, The Structure of Recognizable Diatonic Tunings (Princeton: Princeton University Press, ISBN 0691091293) publicat el 1985. Cedille Records (el segell de la Chicago Classical Recording Foundation) va publicar diversos enregistraments de la seva música, a partir de la dècada de 1990 amb "Introducing Easley Blackwood".
El seu pare, Easley Blackwood Sr., era un destacat jugador de bridge i escriptor.

## Vida particular
Estava casat i li van sobreviure, la seva esposa Carol, amb la que va tenir 8 fills, 4 nois, Wendland, Paul, Lee i Mark; 4 noies, Laura Hoekema, Lois Reinders, Marcia i Karen; un fillastre, Lowell Ingwersen; una fillastra, Janet Smith; 10 nets; i 4 germanes.

## Obres principals
- Concerto for Clarinet and Orchestra (1964), Op. 13
- Concerto for Oboe and Orchestra (1965), Op.19
- Concerto for Flute and String Orchestra (1968), Op. 23
- Concerto for Piano and Orchestra (1970), Op. 24
- Concerto for Violin and Chamber Orchestra (1967), Op. 21
- Sonata for Flute and Harpsichord (1962), Op. 12/13
- Twelve Microtonal Etudes for Electronic Music Media (1980), Op. 28
- Suite in 15-Note Equal Tuning, Op. 33
- Symphony No. 1 (1955), Op. 3; aquesta va ser gravada per l'Orquestra Simfònica de Boston dirigida per Charles Munch[5]
- Symphony No. 2 (1960), Op. 9
- Symphony No. 3 (1964), Op. 14
- Symphonic Fantasy (1965), Op. 17
- Symphony No. 4 (1977)
- Symphony No. 5 (1990); aquesta va ser encarregada i gravada per l'Orquestra Simfònica de Chicago, dirigida per James De Priest[5]